# Yahia Fofana
Pour les articles homonymes, voir Fofana et Yaya Fofana.
Yahia Fofana, né le 21 août 2000 à Paris en France, est un footballeur international ivoirien qui évolue au poste de gardien de but à Angers SCO.

## Biographie

### En club

#### Le Havre AC
Né le 21 août 2000 en France à Paris, de parents ivoiriens, Yahia Fofana grandit dans la cité Curial-Cambrai du 19e arrondissement de Paris. Il est formé par le Red Star FC avant de poursuivre sa formation au Havre AC. Il joue son premier match en professionnel le 17 novembre 2018, à l'occasion d'une rencontre de Coupe de France face à l'AS Gamaches. Il est titulaire et son équipe l'emporte par sept buts à un.
Le 4 juillet 2019, il signe son premier contrat professionnel avec Le Havre, d'une durée de trois ans, soit jusqu'en juin 2022.
Il joue son premier match de Ligue 2 le 30 janvier 2021 contre les Chamois niortais. Il entre en jeu à la place de l'avant-centre à la suite de l'expulsion du gardien titulaire, Mathieu Gorgelin. Les deux équipes se séparent sur un score nul et vierge de zéro à zéro,. Son entraîneur Paul Le Guen le titularise lors de la saison suivante 2021-2022. Il dispute alors 35 rencontres de championnat. Il est auteur d'une passe décisive lors de la 12e journée face au SM Caen (2-2). Sur un long dégagement, la défense ne parvient pas à intercepter le ballon, récupéré par Pape Ibnou Ba qui s'en va battre Rémy Riou.

#### Angers SCO
Alors qu'il est en fin de contrat en juin 2022 avec le club normand et est suivi par plusieurs clubs français et étrangers, Fofana s'engage avec le SCO d'Angers dès le mois de janvier, signant un contrat de quatre ans effectif à partir du 1er juillet 2022. Arrivé en Anjou comme titulaire, Paul Bernardoni lui est finalement préféré après la préparation estivale pour débuter la saison 2022-2023 dans les buts face au FC Nantes (1re journée, 0-0). Après un début de saison laborieux, 2 matchs nuls et 4 défaites consécutives pour 15 buts encaissés, il fait ses débuts en Ligue 1 le 11 septembre 2022 (7e journée, victoire 2-1) lors de la réception de Montpellier. Il est auteur d'une erreur d'appréciation lors de la 10e journée face au RC Strasbourg (défaite 2-3), relâchant un coup franc anodin de Sanjin Prcić dans les pieds de Habib Diallo qui inscrit le but du 1-3 pour les alsaciens. Gêné au genou, il se fait opérer du ménisque durant la trêve de décembre. Rétabli de son opération, il prend place sur le banc, Bernardoni ayant repris la place de numéro 1 dans les bois. En fin de saison, Fofana est titularisé lors des trois dernières rencontres de championnat.
Au terme de la saison 2022-2023, le club est relégué en Ligue 2. Pour l'exercice 2023-2024 à cet échelon, Fofana est désigné gardien numéro 1. Lors de cet exercice, il est auteur d'une saison pleine, prenant part à 33 des 38 journées de championnat, ne manquant que les rencontres de janvier et février à la suite de sa participation à la Coupe d'Afrique des Nations. L'Angers SCO termine 2e et est promu en Ligue 1.

### En sélection

#### En équipes de France jeunes
Yahia Fofana commence par jouer pour la France en sélection, faisant ses débuts avec les moins 16 ans, équipe avec laquelle il joue deux matchs en 2016.
Il représente l'équipe de France des moins de 17 ans pour un total de six matchs joués, en 2017. Il participe notamment au championnat d'Europe des moins de 17 ans en 2017. Lors de cette compétition organisée en Croatie il est la doublure de Nathan Crémillieux et ne joue qu'un seul match. Les jeunes français sont battus par l'Espagne en quarts de finale (3-1). Il est à nouveau retenu quelques mois plus tard avec cette sélection pour participer à la coupe du monde des moins de 17 ans en 2017. Fofana est cette fois-ci titulaire et joue tous les matchs de son équipe, qui est de nouveau éliminée par l'Espagne, cette fois en huitièmes de finale (1-2).

#### Avec la Côte d'Ivoire
Alors qu'il a jusqu'ici toujours représenté la France en sélection, Fofana décide de représenter la Côte d'Ivoire, convaincu par le sélectionneur Jean-Louis Gasset, qui le retient dans sa liste le 29 août 2023. Fofana honore sa première sélection avec l'équipe nationale de Côte d'Ivoire le 9 septembre 2023, lors d'un match face au Lesotho. Il est titulaire et son équipe s'impose par un but à zéro,.
Le 28 décembre 2023, il est fait partie de la liste des vingt-sept joueurs sélectionnés par Jean-Louis Gasset pour disputer la Coupe d'Afrique des nations 2023. Le 11 février 2024, il remporte la 34e édition de la Coupe d'Afrique des Nations avec les Éléphants de Côte d'Ivoire face aux Aigles du Nigeria.

## Palmarès

### En sélection nationale
- Côte d'Ivoire Vainqueur de la Coupe d'Afrique des nations en 2023

### Distinctions individuelles
- 2025 : Nommé pour le Prix Marc-Vivien Foé 2025[17].